# Epistrophe leiophthalma
Epistrophe leiophthalma är en tvåvingeart som först beskrevs av Ignaz Rudolph Schiner och Egger 1853.  Epistrophe leiophthalma ingår i släktet brynblomflugor, och familjen blomflugor.
Artens utbredningsområde är Österrike. Inga underarter finns listade i Catalogue of Life.